# Castello di Montmayeur
Il castello di Montmayeur (pron. fr. AFI: [mɔ̃tmajœʁ]), detto anche castello di Arvier, è uno dei castelli della Valle d'Aosta, situato nel comune di Arvier. Il castello domina dall'alto l'imbocco della Valgrisenche, sulla destra orografica della Dora di Valgrisenche. Ridotto a rudere, è comunque visitabile: vi si arriva solo a piedi prendendo un sentiero che parte dal villaggio di Grand-Haury.

## Descrizione
Dal punto di vista litologico, la roccia su cui sorge il castello di Montmayeur è micascisto albitico grigio, dalla patina marroncina e caratterizzato dalla presenza di clorite e venature di quarzo: originatasi da depositi di detriti che presentano materiale vulcanico, presenta metamorfismo alpino.
Nell'Ottocento, meritò l'appellativo di nido d'avvoltoi per la sua posizione impervia.
Dal castello si offre alla vista la palestra di roccia de La Ravoire.

## Storia
Il castello di Arvier venne fatto costruire nel XIII secolo dalla famiglia dei conti di Montmayeur su di una naturale altura ove ancora oggi si trova: sicuramente il mastio, se non tutto il castello, risale al 1271, quando Anselme e Aymon d'Avise prestarono l'omaggio feudale per la rupem Arbareti vel Montis Melioris a Filippo di Savoia, nel quale il conte li autorizzava alla costruzione. Tuttavia, da un altro documento dei conti del balivo di Aosta risulta che venne costruito nel 1312: 
A inizio del XIV secolo il feudo di Montmayeur faceva parte della signoria d'Avise, costituendone un sesto. Nel 1309-1310 il Conte di Savoia acquistò il feudo da Aimonetto e Falcone di Montmayeur e nel 1323 fece presidiare il castello dai suoi armigeri. Nel 1337 il castello di Montmayeur risulta tra le entrate e le uscite presentate alle Udienze e a disposizione del balivo, castellano di Châtel-Argent e Montmayeur.
Risulta che nel 1351 apparteneva ancora a Casa Savoia, per passare a Pietro di Montmayeur nel 1359 tramite investitura e nel 1430 ai fratelli D'Avise. Il de Tillier conferma che nel 1430 il castello di Montmayeur, insieme a quello di Rochefort, era ancora abitato dato che atti delle Udienze generali riportano in quell'anno la presenza di guarnigioni.

## La leggenda
Secondo una leggenda, intorno al 1450 un conte di Montmayeur che, in lite con un cugino, era stato ritenuto colpevole dal tribunale di Chambéry, invitò con un pretesto il presidente della giuria del tribunale Guy de Feissigny, e appena giunto nella sua dimora lo fece decapitare. La testa del presidente fu quindi recapitata ai giudici di Chambéry, come "documento che mancava al processo". Per sfuggire alla cattura il conte di Montmayeur sarebbe fuggito sulle montagne e avrebbe quindi fatto costruire la fortezza di Montmayeur.

## Architettura
Attualmente la struttura è composta prevalentemente da ruderi in quanto il castello è disabitato da secoli e di esso non rimangono che poche tracce: nel mastio che si eleva come una torre circolare merlata a coda di rondine, a cui si sommano i vari resti della cinta muraria e gli avanzi del complesso del castello propriamente detto.

La torre del castello in una foto d'epoca
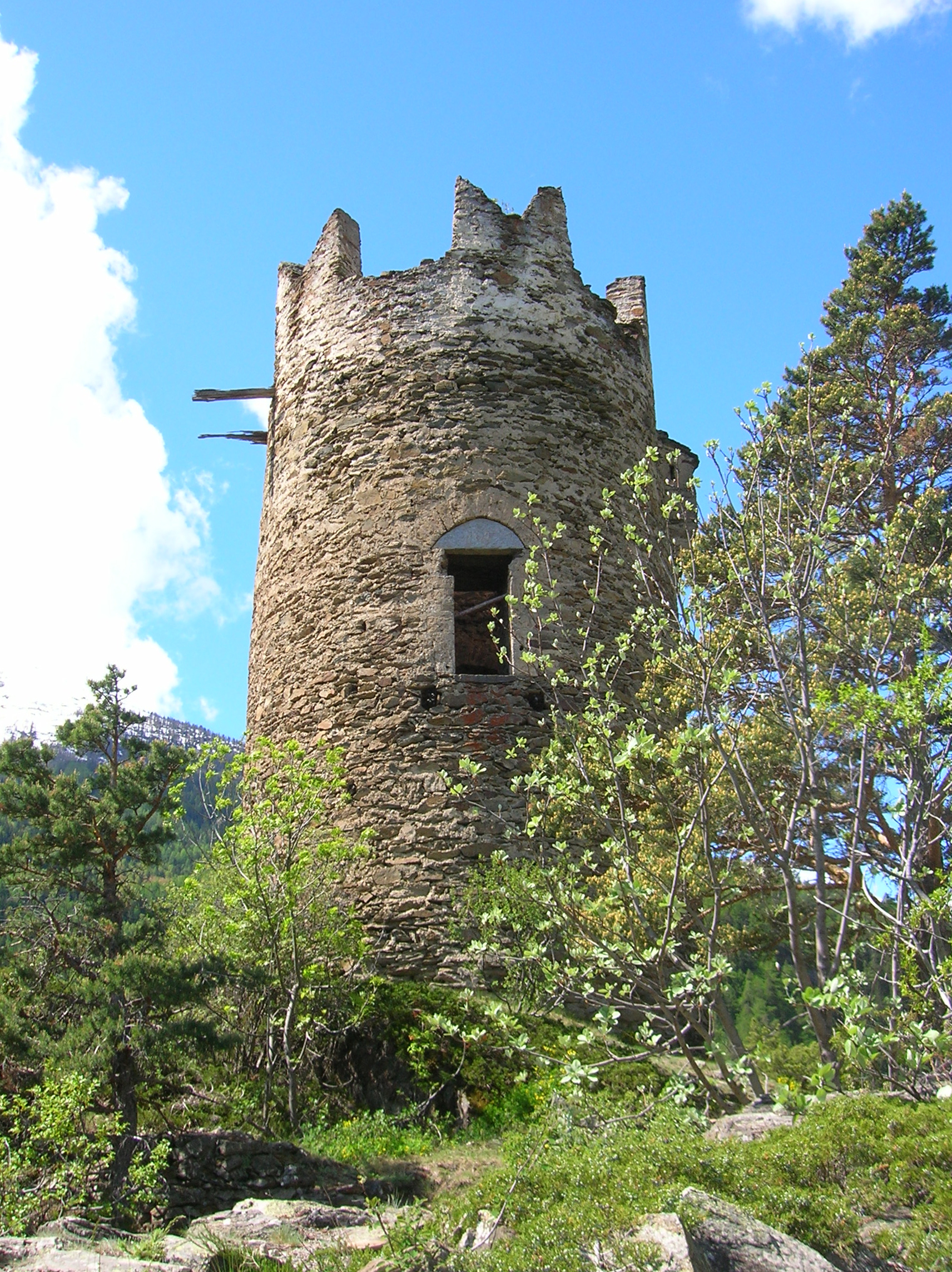
L'ingresso sopraelevato della torre
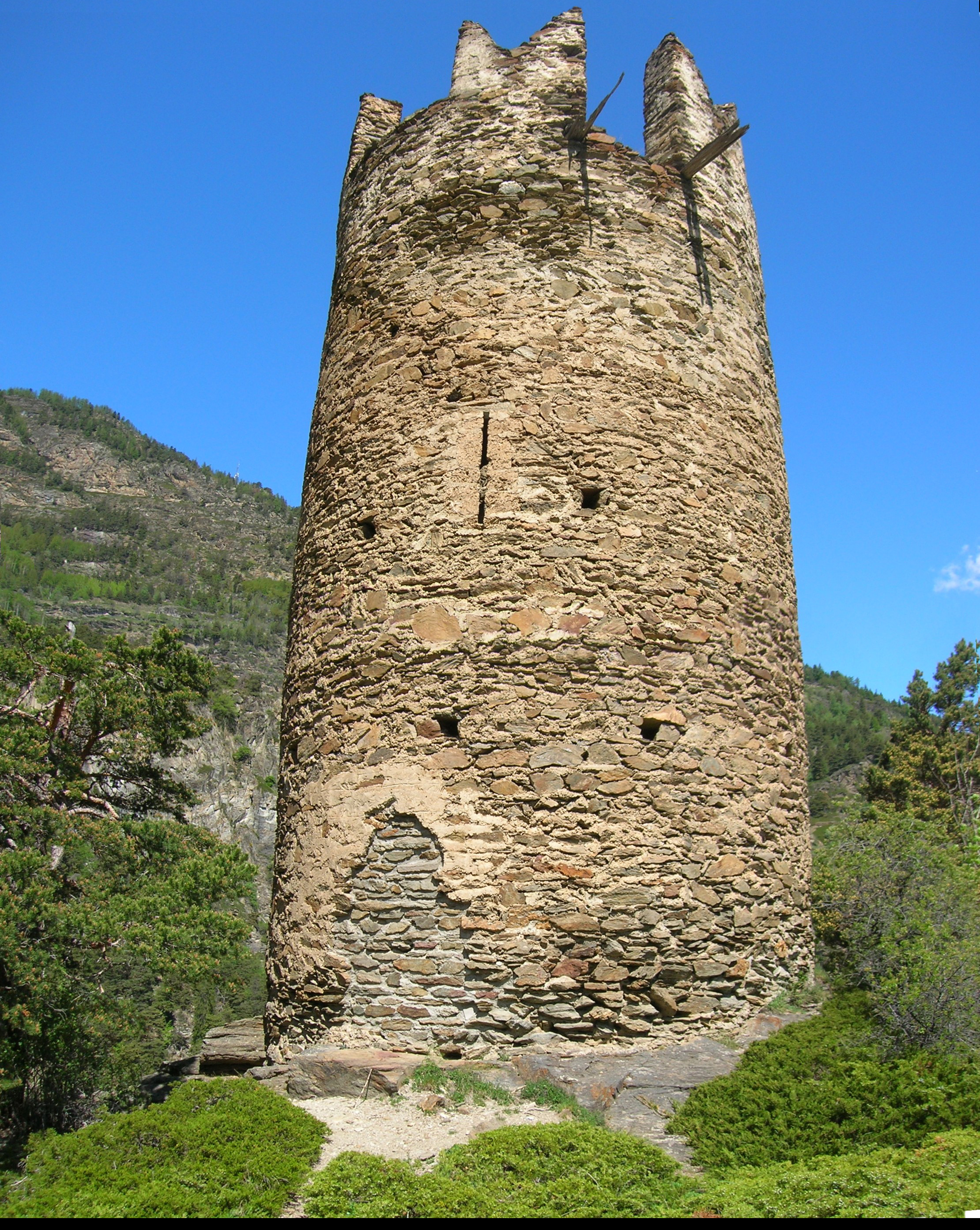
Gli interventi di restauro hanno chiuso l'apertura alla base della torre
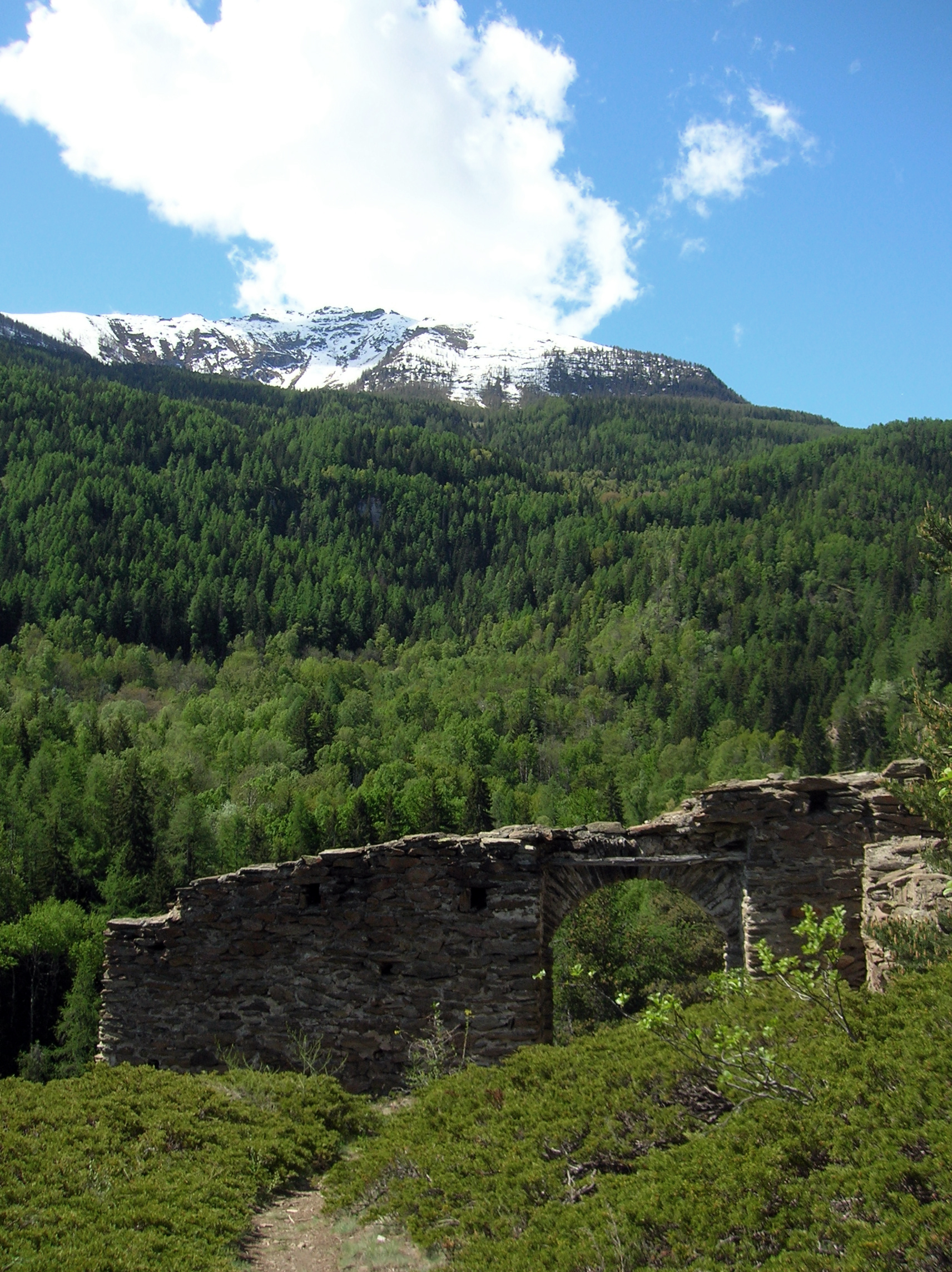